# Isohypsibius saltursus
Isohypsibius saltursus är en djurart som tillhör fylumet trögkrypare, och som beskrevs av Schuster, Toftner och Albert A. Grigarick 1978. Isohypsibius saltursus ingår i släktet Isohypsibius och familjen Hypsibiidae. Inga underarter finns listade i Catalogue of Life.